# Gay Hamilton
Gay Hamilton (Lanarkshire, 29 aprile 1943) è un'attrice britannica, nota soprattutto per aver interpretato il ruolo di un'amante di Gabriel Feraud, interpretato da Harvey Keitel, ne I duellanti di Ridley Scott e un ruolo seppur minore, ma di notevole importanza nello sviluppo della storia, in Barry Lyndon di Stanley Kubrick.

## Filmografia parziale

### Cinema
- Barry Lyndon, regia di Stanley Kubrick (1975)
- I duellanti (The Duellists), regia di Ridley Scott (1977)

### Televisione
- Spazio 1999 (1975)
- Doctors (2008)